# Eugen Klještić
Eugen Hrvoje Klještić (eng. Eugene Harold Krabs), poznatiji kao G. Klještić, jedan je od glavnih likova popularne animirane serije Spužva Bob Skockani. G. Klještić je rak te vlasnik restorana brze hrane Rakove poslastice, u kojem radi Spužva Bob, te je Koraljkin otac. Klještić je jako pohlepan i obožava novac. Njegov glavni suparnik je Šime Josip Plankton koji želi ukrasti tajnu formulu rakburgera i zavladati Bikini Dolinom.

## Izgled
Gospodin Klještić nizak je, crven i debeljuškast. Ima duge oči, šiljasti nos, krupna kliješta i sitne, šiljaste nožice kojima se brzo kreće. Oči su mu crne, a zubi bijeli. Na vratu mu se vide i kralješci. Gotovo uvijek nosi svijetlo plavu majicu, nešto tamnije hlače i crni pojas. U nekim epizodama on nema svoju ljušturu, kao u epizodi "Ljuštura od čovjeka". Također, u epizodi "Kod drugoga je uvijek bolje", kad su on i Plankton zamijenili živote, on je bio gol i bez odjeće kakav je inače bio Plankton.

## Osobnost
G. Klještić ima vrlo zanimljivu osobnost. Poznato je da njega karakterizira velika pohlepa; on je jako pohlepan i škrt te obožava novac. Uglavno ne brine za kupce, zaposlenike pa čak ni za svoju obitelj - njemu je novac najvažniji. On povezuje svoje kupce s novcem. U starijim epizodama je, doduše, bio nešto velikodušniji i bolji, dok je u novijim epizodama vrlo škrt i pohlepan (jer se ističu negativne osobine likova) - pa čak neki smatraju da je gori od Planktona. Njegova pohlepa potječe još iz djetinjstva, gdje je bio jako siromašan, zbog čega je njegova opsesija danas novac.
On, također, čak zna u opasnost dovesti i sebe kako bi došao do sitnog novca, recimo do deset lipa. U epizodama "Čizme koje škripe" i "Klještić borg" otkriva se da on zna napamet cijenu za ama baš svaku stvar koju je kupio u životu, što se nije pokazalo dobrim u potonjoj epizodi jer je to dalo "dokaz" Spužva Bobu i Kalamarku da je Klještić robot (što su oni tad mislili). U epizodi "Ponovo rođeni Klještić" se to pogotovo vidi. Kao prvo, tjerao je Spužva Boba da na neki način proda stari i pokvareni rakburger, što je, ironično, dovelo do toga da Rakova poslastica tjednima nije radila. Klještić je također završio u bolnici u toj epizodi jer je tvrdoglavo pojeo rakburger. Isto tako je zaprijetio kupcu da će mu slomiti ruku ako uzme lipu s poda prema kojoj je posegnuo. Na koncu konca, kada se pojavljuje Leteći Nizozemac, iako Spužva Bob riskira život da zaštiti svog gazdu, Klještić ga prodaje Nizozemcu za 62 centa, što nije niti pet kuna. Ipak, to se na neki način može opravdati jer je Klještić kroz cijelu epizodu bio pod psihičkim pritiskom, a kasnije i prijetnjom Letećeg Nizozemca da će otići u pakao. Isto tako, na kraju epizode postao je pohlepniji nego ikad jer mu je prijetio bankrot, zbog čega je bio spreman na sve da to izbjegne. Također, u epizodi "Smeće ili blago" išao je tako daleko da je oskvrnuo tuđi grob kako bi došao do kape koja vrijedi milijun dolara. Klještić nema velikog poštovanja ni prema kraljevima, što se vidi u epizodi "Glupost vlada" u kojoj je Patrik postao kralj Bikini doline. Tad ga je ugostio u restoranu kako bi zaradio što više novca, ali ga je odmah izbacio iz restorana kad je shvatio da Patrik ne namjerava platiti, i rekao da kod njega nitko ne jede besplatno, bio on kralj ili ne bio. U prvom filmu, kad je kralj Neptun dolazio u restoran, Klještić je podigao cijenu rakburgera s 1 kune na 101 kunu. Također, u epizodi "Truth or Square", kada je Rakova poslastica slavila godišnjicu, Klještić je podigao cijene dodavši još jednu nulu svugdje. U dva navrata se dogodilo i to da je Spužva Bob došao upozoriti g. Klještića na opasnost, a on je u tome samo vidio priliku za zaradu.
Također, način na koji Klještić tretira zaposlenike isto nije dobar. Poznato je da on jako slabo plaća svoje zaposlenike. Recimo, u jednoj epizodi Spužva Bob komentira da on godišnje zaradi 5 centi, što nije niti 50 lipa. On često i iscrpljuje svoje zaposlenike, što se najbolje vidi u epizodi "Strah od rakburgera" kad je otvorio restoran na 24 sata te tjerao Kalamarka i Spužva Boba da bez prekida budu na poslu preko dva mjeseca. U epizodi "Kalamarko štrajka" je na dan plaće, umjesto čekova, zaposlenicima dao račune za plaćanje apsurdnih stvari kao "stajanje", "disanje" i čak "postojanje". U jednoj epizodi je otkriveno i da g. Klještić plaća Spužva Boba lažnim novcem iz društvenih igara. Klještićev restoran nema sigurnosne mjere ni tehnologiju, te je ispodprosječno uređen (Poslasticu spašava samo to što ima odličnu hranu). Otkriveno je u jednoj epizodi da je razlog tome Klještićev strah od robota i prevelike moći tehnologije. U epizodi "Kiseli krastavci" je uzeo Spužva Bobu dio plaće samo zato što je zaboravio staviti krastavce u jedan rakburger. U mnogo epizoda g. Klještić pokuša nešto novo da zaradi više novca, a na kraju mu se to obije o glavu. Jedan od najpoznatijih primjera je epizoda "Spužvina poslastica", kada je TV kritičar dao Spužva Bobu jako dobre ocjene, Klještić je pretvorio restoran u mjesto posvećeno Spužva Bobu, uključujući spužvovlak za vožnju, kocke leda i salvete u obliku Spužva Boba, čekiće u obliku Spužva Boba i na koncu spužvaburgere (zapravo stare i pokvarene rakburgere). Na kraju su spužvaburgeri otrovali sve goste a Klještić je završio u zatvoru. Ironično, to ga je na kraju spasilo jer je sudac bio veliki obožavatelj Spužva Boba. Epizoda "Govor novca" pokazuje da je Klještić prodao svoju dušu raznim vrstama zloduha i demona, uključujući Letećeg Nizozemca, pa čak i Spužva Boba (jer mu je "falilo pet kuna na dan isplate"). I ovdje se umiješala ironija, zbog toga što na kraju nijedan duh nema puno pravo na njegovu dušu. Još jedan od poznatih slučajeva je epizoda "Nestao sa scene", gdje je kupio sve Kalamarkove slike jer mu je Spužva Bob rekao da slike postaju vrijednije kad postanu stare. Kad je doznao da bi mnogo zaradio ako umjetnik "nestane sa scene", Klještić ga je slao na razne zadatke u nadi da se više neće pojaviti i da će on moći zaraditi (a to je bilo opasno za Kalamarka, koji je išao čak i u svemir).
Klještić je također vrlo sitničav. U epizodi "Planktonov stalni gost" nije mogao podnijeti da Plankton ima jednog stalnog gosta koji daje novac njemu, iako je Plankton obećao da više neće krasti tajnu formulu rakburgera. U epizodi "Opsjednut s lipom" je htio doći do lipe koju je Spužva Bob našao, te je išao tako daleko da je sagradio kino kako bi od Spužva Boba izvukao lipu (a to je sigurno koštalo mnogo više). U epizodi "Spužvonesanica" se naljutio na Spužva Boba jer je koristio 1% više senfa nego što je trebalo, te mu je rekao da je nesaničar jer je išao spavati dvije minute kasnije. Zbog toga Spužva Bob nije mogao spavati cijelu noć.
Također se čini kako Klještić misli da ima potpunu kontrolu nad Spužva Bobovim životom: u epizodi "Karate udarci" mu je zabranio da vježba karate, čak i van posla, pod prijetnjom da će ga otpustiti. U epizodi "Moj konjiću morski" mu je rekao da se mora oprostiti s ljubimcem, a u epizodi "Strah od rakburgera" je zadržao Spužva Boba na poslu dva mjeseca bez prekida (što je nezakonito).
Unatoč njegovoj pohlepnoj i ponekad bezosjećajnoj prirodi, Klještić često pokazuje da ipak ima srca. Recimo, on brine za svoju kćer Koraljku. U epizodi "Nagli rast" je išao daleko samo da nabavi hranu za nju dok raste (doduše, ukrao ju je od Kalamarka i gospođe Pufnić). Također, iako ih ponekad gnjavi, g. Klještić zapravo brine za svoje zaposlenike. U epizodi "Rasprodaja" se vidi kako on nikad ne bi davao kupcima rakburgere napravljene od smeća ili psihički maltretirao zaposlenike, zbog čega se Klještić suprotstavio zlom menadžeru Karlu. Također, u epizodi "Rakova ljubav" g. Klještić govori kako je našao svoju drugu ljubav; gospođu Pufnić. U jednoj epizodi se otkriva da su oni u vezi već 16 godina. Također, u epizodi "Najbolji dan ikad", kad je Spužva Bob bio tužan, g. Klještić je dobrovoljno potrošio novac da ga usreći. U epizodi "Ponovo rođeni Klještić", nakon prijetnje da će ići u pakao, g. Klještić je postao jako velikodušan, darežljiv i dobar rak, barem dok nije shvatio da je izgubio sav novac i da će opet bankrotirati; tad je ponovo postao jako pohlepan. U epizodi "Mala žuta knjiga", naljutio se na Kalamarka jer je čitao Spužva Bobov dnevnik i osramotio ga pred drugima, te mu je rekao: "To je nisko, čak i za tebe". Također, Klještić se ponekad očinski odnosi prema Spužva Bobu i Patriku; u epizodi "Udice" ih je upozorio da se ne igraju s njima, a u epizodi "Mornarska usta" im je rekao da ne govore ružne riječi.

### Opsesija novcem
Dvije najpoznatije osobine g. Klještića su pohlepa i škrtost; on ide jako daleko da bi se dočepao samo jedne lipe, ili pet lipa. Također, u mnogo epizoda on iskorištava i maltretira svoje zaposlenike samo da bi više zaradio. U epizodi "Strah od rakburgera" ih je natjerao da rade dva mjeseca bez prestanka, a u epizodi "Školjke" ih je tjerao da upecaju njegov milijunti dolar te ih je čak koristio kao mamac. U epizodi "Miris lipa" je tjerao Spužva Boba da naporno radi kako bi ga okupirao, dok je pomoću Slavka krao novac (što je Slavka iscrpljivalo). U epizodi "Kalamarko štrajka" ih je natjerao da oni plaćaju njemu, umjesto on njima. U epizodi "Klještićeva temperatura" ih je prisiljavao da rade u zaleđenoj Rakovoj poslastici i nije dopuštao da se dira njegov termostat. To se vidi i u epizodi "Tulum u pidžamama" gdje je dao malo za jesti Koraljkinim prijateljima i smislio hrpu pravila zbog čega ga je ona zaključala vani, pa je on poslao Spužva Boba da je špijunira.
Ipak, i njegova osobnost ponekad varira. Njegova pohlepa se najviše vidi u epizodi "Ponovo rođeni Klještić" gdje je tjerao Spužva Boba da proda pokvareni rakburger, završio u bolnici jer ga je probao, zamalo slomio ruku jednom kupcu da ne uzme lipu s poda te na kraju prodao Spužva Boba Letećem Nizozemcu za 62 centa. S druge strane, u epizodi "Rakova ljubav" se pokazuje njegova velikodušnija strana, jer je našao nekoga koga voli više od novca; samo za njegov prvi spoj s gospođom Pufnić potrošio je 100.000 dolara. Također, bio je jako velikodušan u jednom dijelu epizode "Ponovo rođeni Klještić" gdje je davao djeci besplatne igračke, dopuštao besplatno gledanje filmova i sl.
Njegova opsesija novcem često dovodi do situacija gdje g. Klještić postaje antagonist epizode. U epizodama kao što je "Tulum u pidžamama" ili "Udice" se vidi da on voli novac više nego vlastitu kćer, Koraljku. Ipak, njegova opsesija novcem je ponekad i "dvosjekli mač", jer on uvede nešto novo da zaradi više novca a na kraju zaradi manje. Recimo, u epizodi "Spužva Bobe, otpušten si" je otpustio Spužva Boba da sačuva kunu, ali je na kraju izgubio mnogo više jer su kupci otišli zbog loše hrane.

### Antagonizam
G. Klještić u epizodama često ima antagonističku ulogu, te ponekad postaje i negativac; uglavnom jer je zbog novca spreman na sve. Kreator serije Stephen Hillenburg ga je čak nazvao "drugim negativcem serije" uz Planktona.
- U epizodi "Kiseli krastavci", otkriveno je da je napisao "povrat novca zagarantiran", ali mikroskopskim slovima tako da kupci ne bi mogli pročitati. Kad je zbog toga izgubio dvije kune, uzeo ih je od Spužva Bobove plaće jer je on zaboravio staviti krastavce.

- U epizodi "Na zapovid kapetane", tjerao je Spužva Boba da igra igru do iznemoglosti. Idućeg jutra ih je poveo na dugu plovidbu jer je koristio kartu blaga iz društvene igre kako bi našao pravo blago. Ubrzo su Spužva Bob i Patrik to otkrili, a Klještić se naljutio na njih ali su onda našli mjesto označeno s X. Kad su počeli kopati, Spužva Bob i Patrik su upitali g. Klještića kako će se podijeliti ono što nađu, ali Klještić je odmah odvratio da neće ništa dijeliti i da on hoće cijelo blago samo za sebe. Nastao je sukob, ali se ubrzo umiješao i Leteći Nizozemac sam. Klještić je pokušao žrtvovati Spužva Boba i Patrika da spasi sebe te je rekao da su oni otkopali blago, ali mu se to vratilo jer su mu ustvari pomogli pa ih je Leteći Nizozemac nagradio s dva zlatnika dok je Klještić dobio samo plastični kovčeg za blago.[34] Ovo je i prvi put da je g. Klještić prikazan kao glavni antagonist.

- U epizodi "Rakburger ludilo", on i Kalamarko su se smijali Spužva Bobovoj ideji o lijepim rakburgerima. Kad je Spužva Bob otvorio svoj posao, postao popularan i zaradio mnogo novca, g. Klještić ga je nagovorio da mu da ključ od Rakove poslastice a on će preuzeti štand s lijepim rakburgerima. No uskoro su se počele pokazivati nuspojave, različiti dijelovi tijela kupaca su bili obojani i oni su htjeli povrat novca. Kad je Klještić to odbio, građani su počeli juriti za njim da mu se osvete. Ipak, nuspojave se ne mogu računati kao antagonizam jer ni Klještić ni Spužva Bob to nisu znali.[35] Ovo je drugi put da je Klještić prikazan kao glavni antagonist.

- U epizodi "Zločinac", lagao je Spužva Bobu da možeš uzeti što god hoćeš ako to kasnije vratiš. Otkriveno je i da je on ukrao mnogo stvari od raznih ljudi, ali je rekao da je to "posuđeno".

- U epizodi "Pritisak", zajedno s Kalamarkom, Patrikom i Spužva Bobom ismijavao je Lunu, te je tvrdio da su morske životinje bolje od kopnenih.

- U epizodi "Vražji kikiriki", ukrao je biser jedne kamenice (zapravo jaje), zbog čega je plač kamenice uznemirivao ne samo cijelo podmorje nego i cijeli svijet. Umjesto da se pokaje, pokušao se opravdati govoreći da je bio "besplatan dan", zbog čega su ga ljudi izgađali kikirikijem.

- U epizodi "Kuharske igre", lagao je Spužva Bobu da mu je Patrik neprijatelj kako bi mogao osvojiti nagradu.

- U epizodi "Kalamarko štrajka", na dan plaće umjesto novaca dao je zaposlenicima račune za plaćanje apsurdnih stvari kao "stajanje", "disanje" i "postojanje".

- U epizodi "Smeće ili blago", pokušavao je doći do kape s čašama sode te ju je na sve načine htio uzeti od Spužva Boba kad je doznao da vrijedi milijun dolara. Čak je oskrvnuo i tuđi grob da dođe do kape.

- U epizodi "Imaš ča sitnog?", optužio je Kalamarka da mu je ukrao deset lipa i otpustio ga je zbog toga iako nije imao dokaze. Nije ga htio vratiti čak ni mjesecima, možda i godinama kasnije.

- U epizodi "Školjke", tjerao je Spužva Boba i Kalamarka da mu upecaju milijunti zarađeni dolar iz divovske školjke te ih je čak koristio kao mamce.

- U epizodi "Rakova zemlja", izgradio je nesigurno igralište za djecu te ih je prevario oko Klauna Klještice, govoreći da njemu nije stalo do djece nego samo do njihovog novca.

- U epizodi "Bunar želja", htio je zaraditi na bunaru želja i nije vjerovao u magiju, što ga je dovelo do velikih problema.

- U epizodi "Klještićeva temperatura", nije htio povećati grijanje iako se Kalamarko skoro smrznuo.

- U epizodi "Spužvina poslastica", poslužio je spužvaburgere gostima zbog čega su svi kupci završili otrovani. Klještić je završio na sudu, ali se ipak uspio izvući.

- U epizodi "Opsjednut s lipom", pokušavao je na sve načine doći do lipe koju je našao Spužva Bob, uključujući i provaljivanje u njegovu kuću te kopanje dvorišta u potrazi za lipom.

- U epizodi "Planktonov stalni gost", nije mogao dopustiti Planktonu da ima jednog jedinog stalnog gosta te ga je na sve načine pokušavao privući k sebi.

- U epizodi "Tulum u pidžamama", nije vjerovao Koraljki i poslao je Spužva Boba da ga špijunira. Kad je Spužva Bob uništio kuću, Klještić je odmah okrivio nju.

- U epizodi "Porozni džepovi", kad je Spužva Bob postao bogat, nije dao Patriku da mu priđe. Kad je shvatio da Spužva Bob više nema novca, otišao je od njega bez da ga utješi i podsjetio da sutra mora doći na posao.

- U epizodi "Nema kape za Patrika", tjerao je Patrika da se ozlijeđuje kako bi on mogao zarađivati.

- U epizodi "Masna predjela", prodavao je jela puna masti što je dovelo do toga da se mnogo kupaca udebljalo.

- U epizodi "Kletva vještice", odbio je siromašnoj starici dati besplatan rakburger, što mu se obilo u glavu jer je ostao bez posla.

- U epizodi "Olupina Mauna Loe", otvorio je zabavni park (koji je prije bio Spužva Bobovo i Patrikovo tajno skrovište) i ozlijedio mnogo ljudi jer se park nije dograđivao. Zbog toga je na kraju bio uhićen.

- U epizodi "Školjkasto lice", otkriveno je da on proizvodi sapun za sebe i Koraljku od ostataka rakburgera, zbog čega je Koraljka dobila školjku na licu prije velikog plesa. Također, kad je otišla na ples s njegovim draguljima, Klještić je glasno zvao policiju.

- U epizodi "Rakburger koji je pojeo Bikini dolinu", ukrao je Lunin serum za rast kako bi zaradio na povećanom rakburgeru. Kad se rakburger oteo kontroli, nije htio pustiti Spužva Boba i Kalamarka kući. Na kraju se bacio da spasi blagajnu pa ga je rakburger uvukao u sebe.

- U epizodi "Spužvonesanica", ljutio se na Spužva Boba jer je stavio 1% više senfa nego što treba, kritizirao je način pečenja i nazvao ga nesaničarom. Zbog svega toga Spužva Bob nije mogao spavati. Na kraju epizode, kad je shvatio da on isplakuje pravu veličinu senfa, tjerao ga je da plače rastužujući ga.

- U epizodi "Prijateljski paprikaš", ismijavao je Kalamarka zbog čega je on dao otkaz i zaposlio se u Kanti splačina, koju je učinio popularnom. Na kraju je opet zaposlio Kalamarka, ali je on morao raditi kao tepih za goste.

- U epizodi "Zdravo Bikini dolino", nije dopustio pukovniku Davežu da bude menadžer njegovim zaposlenicima, ukrao je njegove instrumente i bus gospođe Pufnić, te koristio prirodni događaj kao sudar meteora kako bi zaradio. Na kraju je uzeo od Spužva Boba novac da vrati Rakovu poslasticu, ali nije mu zahvalio.

- U epizodi "Spužva Bobe, otpušten si", otpustio je Spužva Boba da uštedi lipu.

- U epizodi "Kanalizacija Bikini doline", nije brinuo za sigurnost gostiju na stadionu.

- U epizodi "Slava i bogatstvo", kad je Kalamarko zbog kolačića sudbine osvojio nagradu za najjadnijeg blagajnika, g. Klještić je oteo njegov novac govoreći: "Moja blagajna, moje pare".

- U epizodi "Pobuna u Rakovoj poslastici", ponašao se kao tiranin i tjerao goste da potroše sve novce koje unesu u restoran. Također, nije htio spasiti kupce od čudovišta dok mu Spužva Bob nije zaprijetio da će potrošiti njegovu prvu zarađenu kunu. Na kraju je prisilio Kalamarka i kupce da vuku restoran natrag u Bikini dolinu.

- U epizodi "Sanitarno ludilo", tjerao je Spužva Boba i Kalamarka da počiste grad umjesto njega (jer je dobio kaznu zbog onečišćavanja).

- U epizodi "Pomazi konjića", tjerao je Kalamarka i Patrika da glume konjiće kako bi djeca mogla jahati na njima a on zaraditi na svemu zajedno. Tijekom utrke protiv Spužva Boba i Patrika je varao, iako mu je Luna rekla da to ne radi. Čak je glumio i policajca, zbog čega je zamalo bio uhićen od pravog policajca. Na kraju je i pobijedio, ali je bio kažnjen kad je Patrik uzeo njegove ruke i pobjegao te počeo glumiti raka.

- U epizodi "Popis za kupnju", poslao je Spužva Boba i Lunu da kupuju tajne sastojke rakburgera kako bi on mogao u tajnosti to kupiti, zbog čega su Spužva Bob i Luna bili u opasnosti.

### Zločinačke uloge
- U epizodi "Lov na meduze", prevario je Spužva Boba da ulovi sve meduze kako bi on mogao prodavati rakburgere s meduzinim želeom. Potajno je otvorio tvornicu gdje je pomoću robota na relativno okrutne načine isisavao žele iz meduza. Srećom, Spužva Bob ga je otkrio, plan je propao a Klještić je dobio što je zaslužio jer su ga sve meduze opekle u isti mah.[36] Ovo je njegova četvrta najgora uloga ikad.

- U epizodi "Zliburger", on i Spužva Bob su dali pokvareni burger zdravstvenom inspektoru za kojeg su mislili da je prevarant. Kad su pomislili da je mrtav, pokušavali su na sve načine sakriti leš od policije, npr. zakopavanjem na planini i skrivanjem u frizeru. Prijetio je Spužva Bobu da će ga otpustiti ako ne bude uz njega. Kad je došla policija, Klještić je čak optužio njega za zločin.[37]

- U epizodi "Ponovo rođeni Klještić", tjerao je Spužva Boba da proda pokvareni rakburger i probao ga je da dokaže da je dobar, zbog čega je završio u bolnici. Također je zaprijetio nekom kupcu da će mu slomiti ruku ako ne pusti lipu koju je pokupio s poda. U jednom dijelu epizode je bio velikodušan, ali kad je shvatio da će bankrotirati, postao je ekstremno pohlepan i čak je prodao Spužva Boba Letećem Nizozemcu za 62 centa, iako je Spužva Bob riskirao život da ga zaštiti. Ipak, na kraju epizode se pokajao te je bio na rubu ludila zbog bankrota.[19] Kako bilo, ovo je njegova treća najgora uloga ikad.

- U epizodi "Rakburger ludorija", ukrao je tajni sastojak za rakburgere kako ne bi morao platiti 1 kunu i 99 lipa. Pustio je Spužva Boba i Patrika da optužuju druge likove, te je na kraju optužio i Spužva Boba da je on ukrao tajni sastojak jer je on "jedini znao što će učiniti s njim". Stigla je i policija, ali je Spužva Bob na vrijeme vidio bocu s tajnim sastojkom u Klještićevim rukama. Klještić je bio uhićen i za kaznu je morao davati besplatne rakburgere cijeli dan, te čak gledati kako odlaze, što je za njega bila muka.[38]

- U epizodi "Rakova kronika", počinio je mnogo zločina. Pod broj jedan, ukrao je novine iz automata. Nakon toga, osnovao je svoje vlastite novine "Rakovu kroniku" kako bi još više zaradio i zaposlio Spužva Boba kao novinara. Rekao mu je da u člancima može koristiti i "malo mašte", zbog čega su ljudi čitali laži o ljudima. Međutim, to je uništilo njihove živote (npr. gđa Pufnić više nije imala posla kad je napisano da je sudjelovala u potjeri, Luni su oduzeli sve nagrade, Lovru su izbacili iz teretane jer je pisalo da ga je pretukao slabić...). Spužva Bob je pokušao razgovarati s g. Klještićem, ali on mu je zaprijetio da će mu uzeti špahtlicu. Na kraju je Spužva Bob napisao članak o tome kako g. Klještić terorizira svoje zaposlenike i piše laži, pa je ljuta svjetina provalila i uzela sav svoj novac natrag. Na kraju je Klještić počeo tiskati lažni novac na stroju za tiskanje novina. Također, Planktonov citat "A ja sam mislio da sam ja zao..." pokazuje kako je bio šokiran jer je shvatio da Klještić može biti zao kao on.[10] Ovo je njegova peta najgora uloga ikad.

- U epizodi "Strašni razbijači", pustio je Spužva Boba i Patrika da uđu u ring s opakim boksačima kako bi mogao zaraditi milijun dolara. Zbog toga su Spužva Bob i Patrik zamalo bili teško ozlijeđeni. Također, nije pokazao da ga je briga za Spužva Boba ili Patrika.

- U epizodi "Plankton na pladnju", g. Klještić je imao najgoru ulogu ikad. Ovdje je zbilja bio negativac. Kao prvo, na početku epizode se otkriva da Klještić plaća Spužva Boba lažnim novcem iz dječjih društvenih igara. Kad je saznao da se Plankton boji kitova, posudio je jednu Koraljkinu haljinu i 17 dana progonio Planktona prerušen u nju. To je Planktona dovelo na rub živaca te se čak odlučio ubiti, ali Spužva Bob mu je rekao za Klještićev tajni strah. Međutim, to je bila laž, Plankton je izigran i pobjegao je kad je vidio kitove (koji su zapravo bili hologrami). Ova epizoda je i inače vrlo kontroverzna. Doduše, Klještić nije znao da se Plankton namjerava ubiti, jer mu je Spužva Bob rekao da Plankton "plače na ulici, sam".[24] Ovo svejedno spada u najgoru Klještićevu ulogu u povijesti cijele serije.

- U epizodi "Nestao sa scene", slao je Kalamarka da dostavlja hranu na udaljena mjesta poput svemira kako se on ne bi više vratio, a on bi zaradio prodajući slike umjetnika koji je nestao sa scene. Međutim, Kalamarko se ipak uspio vratiti prije nego što je Klještić prodao njegove slike, nakon čega je Klještić izravno pokušao ubiti Kalamarka golemim čekićem, što mu ipak nije uspjelo.[27]

### Klještićevi zločini
- Krivotvorenje novca. ("Rakova kronika")

- Krađa novina. ("Rakova kronika")

- Pisanje laži o drugima u novinama. ("Rakova kronika")

- Zarobljavanje kupaca u restoranu. (više puta)

- Oskvrnuće groba. ("Smeće ili blago")

- Pokušaj ubojstva. ("Nestao sa scene")

- Psihičko mučenje. ("Plankton na pladnju")

- Krađa novca. ("Miris lipa")

- Provala. ("Opsjednut s lipom")

- Krađa hrane. ("Nagli rast")

- Pokušaj krađe tajne formule. ("Planktonov stalni gost")

- Špijuniranje. ("Truth or Square")

- Kopiranje gesla drugog hotela. ("Rakov toranj")

- Trovanje kupaca. ("Spužvina poslastica")

- Otvaranje loše napravljenog lunaparka za javnost i dovođenje života u opasnost. ("Olupina Mauna Loe")

- Krađa bisera kamenice. ("Vražji kikiriki")

- Krađa tajnog sastojka rakburgera. ("Rakburger ludorija")

- Lažno optuživanje Spužva Boba za krađu. ("Rakburger ludorija")

- Krađa kamere s aerodroma. ("Nesreće se događaju")

- Mnogo krađa. (mnogo puta)

- Naplaćivanje kune po koraku. ("Rakovi tvrdice", u videu)

- Lažno predstavljanje. ("Pomazi konjića")

- Krađa glazbene opreme. ("Zdravo Bikini dolino")

- Krađa školskog autobusa. ("Zdravo Bikini dolino")

- Neplaćanje zaposlenika. (više puta)

- Prodavanje Spužva Boba demonu. ("Ponovo rođeni Klještić")

### Kršenje radničkih prava
Mnogo puta g. Klještić je kršio prava radnika.
- U epizodi "Veliki ružičasti gubitnik", otkriveno je da on tjera Spužva Boba da mu plaća 100 dolara na sat kako bi mogao raditi.

- U epizodi "Kalamarko štrajka", nije htio isplatiti plaće Spužva Bobu i Kalamarku, nego im je dao račun da plate za apsurdne razloge kao "disanje" i "postojanje".

- U epizodi "Školjke", koristio je svoje radnike kao mamac da upeca dolar od školjke.

- U epizodi "Strah od rakburgera" otvorio je svoj restoran na 24 sata, tako da Kalamarko i Spužva Bob nisu skoro dva mjeseca išli kući.

- U epizodi "Plankton na pladnju", otkriveno je da Klještić plaća Spužva Boba lažnim novcem.

- U epizodi "Nema kape za Patrika", tjerao je Patrika da se ozlijeđuje kako bi se kupci zabavljali a on zarađivao, čak do te mjere da je Patrik trebao skočiti u kantu punu morskih ježeva (srećom, Spužva Bob je uspio spasiti stvar u zadnji tren).

- U epizodi "Zamjena", kad je bankrotirao, prodao je Kalamarka ovršnicima dok ne nabavi novac za otplatu.

- U epizodi "Prijateljski paprikaš", tjerao je Kalamarka da bude tepih i da gosti brišu noge o njega.

- U epizodi "Pobuna u Rakovoj poslastici", otkazao je dan plaćanja te je tjerao Kalamarka da zajedno s gostima vuče Rakovu poslasticu do Bikini doline.

- U epizodi "Pomazi konjića", tjerao je Kalamarka da glumi konja kako bi on mogao zarađivati dok djeca jašu na njemu.

## Biografija

### Rođenje i djetinjstvo
Eugen Hrvoje Klještić rođen je 30. studenog 1942. kao sin Viktora Klještića i Mame Klještić (njezino ime se u hrvatskoj verziji ne spominje). Prije ili poslije njegovog rođenja njegovi su roditelji imali kćer, pa je Eugen postao mlađi ili stariji brat svojoj sestri.
Prije nego što je navršio tri godine, otišao je u bolnicu. Tamo je sreo Šimu Josipa Planktona, svog budućeg prijatelja.
Kad je Eugen još bio u kolijevci, njegov djed Crvenobradi, inače Viktorov otac i slavni pirat, učio ga je kako biti gusar prikazujući mu mačevanje i govoreći o tome.
Kad je Eugen imao pet godina, tata mu je poklonio dolar. Eugen je volio taj dolar, ali morao ga je potrošiti na sodu jednog vrućeg dana.
Kad je Eugenu bilo vrijeme za školu, vratio se u kuću svoje majke. Pohađao je Posejdonovu osnovnu školu zajedno s Planktonom i ostalom djecom. Zbog toga što je bio siromašan, neka djeca ga nisu voljela, a skupina nasilnika predvođena Billyjem, zbog čega je jedini Eugenov bliski prijatelj bio Plankton, koji je zbog svoje inteligencije također bio žrtva nasilnika.
Zbog toga, Eugen i Šime su se htjeli osvetiti nasilnicima. Jednog dana u Bikini dolini je bio karneval. Tad je Eugen na podu našao lipu koja je nekom ispala i pomislio je kako je to najljepša stvar koju je ikad vidio. Pitao je Planktona što je to. Plankton mu je odgovorio da je to novac i da njime može kupovati druge stvari. Eugen je lipu potrošio kupujući balone za Planktona, te je tako počela njegova cjeloživotna opsesija novcem.

#### Suradnja oko restorana
U ono doba jedan od popularnijih restorana se nalazio iza škole, a Eugen i Šime su jednom htjeli jesti tamo. No, vlasnik restorana Smrdljivko im je rekao da ne mogu tamo jesti, zbog čega su Billy i njegova banda, redoviti gosti restorana, bili vrlo zadovoljni.
Ubrzo se pojavila ideja o restoranu. Planktona je privlačila mogućnost da ih druga djeca poštuju, dok je Eugen bio fokusiran na dio s novcem. Eugen je bio nemiran jer oni nisu znali raditi burgere, no Plankton ga je uvjerio da se ne moraju brinuti sve dok imaju znanost.
Eugen i Šime su uskoro našli mjesto za restoran; smetlište. Napravili su burger koji je dobro izgledao, a njihov prvi gost je bio Stari Jure.

#### Svađa Planktona i Klještića
Međutim, burger nije baš bio dobar pa se Stari Jure otrovao i završio u bolnici. Unutar restorana, Šime i Eugen su raspravljali. Bilo je jasno da Planktona nije briga za Starog Juru te je spomenuo kako je tako i tako bio prestar, a Klještić je uzvratio da je Stari Jure bio prijatelj njegove obitelji. Izbio je sukob, te su se Eugen i Šime posvađali oko recepta. Recept se rasparao, Klještić je dobio veći dio a Plankton manji na kojem je pisalo samo: "i prstohvat splačina". Plankton je otišao i zalupio vratima, a Klještić se lagano smirio. Otkrio je da je nekoliko sastojaka palo s police i učinilo rakburger ukusnim te onakvim kakav je i danas.
Uskoro su se opet susreli u školi. Plankton je napravio svoje sendviče od splačina, a Klještić je sa sobom imao rakburgere. Djeca su počela jesti i uskoro su nedvojbeno proglasili Klještića pobjednikom, jer mu je hrana bila mnogo bolja; od tog dana Planktonov glavni životni cilj je ukrasti tajnu formulu rakburgera.

### Rana odrasla dob
Uskoro je Mama Klještić kupila novu kuću, a Klještić je dobio novu odjeću. Također, Klještiću je dobro išlo s novcem. Jednom je uspio prevariti samoposlužni aparat s novčićem privezanim za konop.
Klještić je ubrzo pridružio mornarici, vjerojatno zbog rata. Tamo je dobio nadimak "Mišićni oklop Klještić" i imao je nekoliko prijatelja, kao što su bili Torpedo trbuh, Čelično oko i još neki. On je imao titulu oficira.
U to doba, Klještić se našao na brodu koji je prevozio kremu za sunčanje, gdje je radio kao brodski kuhar. Posada je obožavala njegovu kuhinju, ali zli kapetan Ribožiljak nije volio Klještića i nije volio da mu se posada zabavlja, jer je bio bezdušni tiranin. Jednog dana kapetan je rekao Klještiću da današnje jelo mora biti grozno, inače će u zatvor. On je ipak napravio dobro jelo, a posada ga je izmiješala da nalikuje kaši. Ali kapetan je otkrio desert i bacio Klještića u zatvor. Tamo su bila dva čuvara; jedan ozbiljan, a jedan vedar. Klještić je nagovorio vedrog čuvara da napravi kolač, a on je koristio ostatke da napravi ključ ćelije. Ipak, kad je imao priliku, predomišljao se ("To bi značilo prekršit kod mornarice..."). No tad su brod napali gusari, a Klještić je odlučio pomoći. Kapetan ga je odmah napao, ali čuvar mu je rekao da napravi kako Klještić kaže ili će ga baciti u more. Pirati su na kraju uhvaćeni i strpani u zatvor. Klještić je nakon toga oslobodio kraljicu gusara te joj se pridružio.
Na kraju je, koristeći vještine kojima ga je naučio njegov djed Crvenobradi, postao kapetan svog broda i nazvao ga Rakova poslastica (eng. Krusty Krab). On i njegova posada su se susreli i s velikim snježnim mekušcem.
Ipak, on i njegova posada nisu dobro poslovali, jer su svi tražili dio plijena i nije bilo dovoljno za sve, pa je Klještić raspustio posadu i prodao brod.

### Rakova poslastica
Uskoro je kupio propali starački dom i iz toga napravio restoran, Rakovu poslasticu. Počeo je prodavati rakburgere, a Rakova poslastica je ubrzo postala popularan restoran. Tad je Klještić zaposlio blagajnika, a na kraju i kuhara Jima.
1998. ili u siječnju 1999., zaposlio je Kalamarka kao blagajnika. U to doba Rakova poslastica je bila vrlo popularna jer je Jim bio odličan. Tog ljeta Jim je odlučio napustiti Rakovu poslasticu jer nije bio dovoljno plaćen, a mjesto kuhara je ostalo prazno.
Nakon Jimovog odlaska, popularnost i kvaliteta Poslastice je pala. U to doba Klještić je zaposlio novog roštilj-kuhara koji se spominje pod imenom "Ne-Spužva Bob".
Nakon godine i pol rada, Ne-Spužva Bob je napustio Rakovu poslasticu kao i njegov prethodnik. Jednog dana, Kalamarkov prvi susjed Spužva Bob Skockani je došao u Rakovu poslasticu kako bi dobio posao kuhara. Na početku, g. Klještić nije htio zaposliti Spužva Boba jer to nije želio Kalamarko. Kako bi ga se riješio, rekao mu je da nabavi "hidrodinamičku špahtlicu s lijevim i desnim krilom te turbo pogonom". Međutim, nakon toga, Rakovoj poslastici su se približili autobusi s hrpom gladnih inćuna. Oni su napali Kalamarka i g. Klještića, ali je došao Spužva Bob s traženom špahtlicom, napravio hrpu rakburgera, nahranio inćune te spasio Kalamarka i Klještića. Odmah nakon toga Klještić je dao Spužva Bobu posao roštilj-kuhara.

### Danas
Danas je Eugen Hrvoje Klještić vlasnik Rakove poslastice, najpopularnijeg fast food restorana u cijeloj Bikini dolini. On uvijek radi u svom uredu i sjedi na stolici iza sefa, te obavlja svakodnevna zaduženja. Za njega rade dva zaposlenika: Spužva Bob i Kalamarko. Spužva Bob je roštilj-kuhar i peče rakburgere, a Kalamarko je blagajnik. Rakova poslastica je uvijek puna kupaca.
No postoji netko kome to nije drago: Šime Josip Plankton, Eugenov prijatelj iz djetinjstva. Plankton vodi neuspjeli restoran Kantu splačina, a njegov cilj je ukrasti tajnu formulu rakburgera kako bi zaradio novac i podigao kvalitetu svog restorana. Međutim, u tome nikad ne uspijeva. Iako je Plankton vrlo pametan i često izmišlja nove, zle izume, Klještić i Spužva Bob ga redovito uspiju nadmudriti.
Klještić živi u kući koja ima oblik sidra. Njegova adresa je "Put sidra 3451, Bikini dolina". U kući živi on zajedno sa svojom kćerkom Koraljkom. Tijekom serije on održava i tajnu ljubavnu vezu s gospođom Pufnić.
Često se dogodi i da Klještić ima neku ideju kako da poveća promet u restoranu i zaradi više novca, ali obično to završi tako da u blagajni novca manjka.
U 2030. ili 2031., Klještić je otvorio Rakovu poslasticu 2 i imenovao Kalamarka menadžerom. Ipak, nakon što je Spužva Bob spasio Bikini dolinu i Klještića samog od zlog Planktona i smrti, on je imenovan menadžerom Rakove poslastice 2.

## Sposobnosti i vještine
G. Klještić ima mnogo sposobnosti i vještina, a među njima su:
- Snaga - u mnogo epizoda se vidi da Klještić posjeduje veliku snagu. Recimo, u epizodama poput "Renoviranje" ili "Čizme koje škripe" Klještić podiže cijeli restoran bez kupaca u zrak bez problema, čak ga visoko baca, a jednom ga je i odgurao preko ulice.

- Njuh - Klještić ima vrlo osjetljiv njuh, te može lako namirisati novac ili kupca koji traži povrat. To se vidi već u prvoj epizodi kad je odmah nanjušio inćune.[44]

- Zdravlje - s obzirom na to da ima 75 godina, zdravlje ga odlično služi.

- Disanje zraka - za razliku od mnogih morskih stvorenja, Klještić kao i pravi rakovi može disati zrak pa ne treba kacigu u Luninoj kupoli, što se vidi u epizodi "Rakburger koji je pojeo Bikini dolinu".

- Kuhanje - g. Klještić je sjajan kuhar; u mornarici je bio brodski kuhar,[9] a u ranijim danima Rakove poslastice je sam kuhao. Ipak, u sadašnjosti baš i nije dobar kuhar, vjerojatno jer to dugo nije radio.[46]

- Gusarske sposobnosti - Klještić je u mladosti bio sjajan pirat.[12]

- Trgovinske spobonosti - Klještić je vješt trgovac, hranu prodaje skupo ali uvijek uspije uvjeriti kupce da dobro prolaze.

- Pamet - iako se to na prvi pogled možda ne čini, Klještić je vrlo pametan. Još dok je bio dječak je uspio prevariti samoposlužni aparat.[25] Također, bio je najpametniji dječak u svom razredu poslije Planktona.[16] Iako je Plankton nešto pametniji od Klještića, on ga uvijek nadmudri i prozre njegove planove. Klještić ima i sposobnost iskoristiti pravu priliku za zaradu.

## Situacije opasne po život
Poput Lune ili Patrika, g. Klještić se rijetko ozlijeđuje u Spužva Bobu. Ipak, već u prvoj epizodi serije ikad, "Tražimo kuhara", on i Kalamarko su bili u velikoj opasnosti od strane gladnih inćuna. Nakon toga je bilo još epizoda u kojima je Klještićev život bio u opasnosti. Uglavnom njega dovode u opasnost Planktonovi zli planovi, a ponekad čak i njegova vlastita pohlepa.

## Obitelj

### Roditelji, bake i djedovi
Klještićevi roditelji su Viktor i Mama Klještić (eng. Betsy Krabs). Mama Klještić, čije ime u hrvatskoj verziji nije poznato, se spominje u više epizoda dok se Klještićev otac Viktor ne pojavljuje, osim možda na slikama ili ga netko od obitelji usput spomene. Mama Klještić živi u ružičastoj kući koja nalikuje na sidro. Pojavljuje se u više epizoda i vidi se da joj je Klještić vrlo privržen. Obično je zove "mamica". Ipak, vidi se da joj ne želi posuđivati novac. Bili su u sukobu i u epizodi kad je Plankton pokušavao oženiti nju da dođe do formule.
Od bake i djedova, jedini poznati član je Dida Crvenobradi, koji je u svoje doba bio slavni i veliki gusar. On se pojavljuje u epizodi "Dida gusar" kad dolazi u posjet Klještiću. Dida Crvenobradi je tipičan gusar: opasan, s ljubavlju prema zlatu i plijenu, s tipičnim gusarskim naglaskom, ali i s velikom iskrenošću. Njegov životni moto je jedino pravilo svih gusara pod morem: nikad ne laži.

### Djeca
G. Klještić ima jedno dijete, a to je Koraljka, njegova kći. Iako je Klještić rak, Koraljka je kit. Oni žive zajedno u kući koja izgleda kao sidro na adresi Put sidra 3451. Koraljka je vrlo popularna, ali i relativno razmažena (pogotovo u novim epizodama). Koraljka svog oca zove "ćaća". Klještić voli svoju kćer, iako ne voli kad mu troši previše novca. Iako se ponekad svađaju, vidi se da Klještić voli Koraljku a i ona njega. 

### Braća, sestre, rođaci
G. Klještić nema brata, ali ima sestru čije ime nije poznato. To se vidi u epizodi "Stanko S. Skockani". U toj epizodi se pojavljuju još neki Eugenovi rođaci: tri nećaka, koji navodno "istražuju misterije". Ovo je aluzija na poznate Disneyjeve crtiće o Paji Patku, koji je također imao tri nećaka. Nije spomenuto je li jedan od njihovih roditelja član obitelji Klještić. Međutim, u epizodi "Dida gusar" djed Crvenobradi naziva Eugena svojim jedinim unukom, što znači da Klještić ne može imati brata, nego sestru.
Također, u epizodi "Spužva Bob protiv Velikog" spomenuta i pratetka Sara, koja je vjerojatno sestra djeda Crvenobradog. O njoj nije poznato mnogo toga, osim da nema umjetne zube i da je u srednjoj školi izlazila s Letećim Nizozemcem.

### Preci
G. Klještić je imao i nekoliko predaka, među njima i prapovijesne rakove koji se pojavljuju u epizodi "Ugh". Od poznatijih predaka tu je Kralj Klještić, veliki apsolutistički kralj iz srednjeg vijeka. On je imao i kćer, Princezu Koraljku (ili Koraljku I., tako da je danas Eugenova kćer Koraljka II.). Kralj Klještić je bio kralj Bikini doline u ono doba, a njegov neprijatelj je bio zli čarobnjak lord Planktonamor. Njega i princezu Koraljku Spužva Bob i Patrik upoznaju u epizodi "Glupani i zmajevi" gdje se vremeplovom vraćaju u srednji vijek. Dvojac je tad imao zadatak spasiti princezu Koraljku iz kandži zlog lorda Planktonamora te spasiti kraljevstvo.
U epizodi "Junak Zapada" se spominje i njegov predak iz doba Divljeg Zapada, Klještić iz tog doba, koji je živio u Jednookoj jaruzi (tako se tad zvala Bikini dolina). On je bio šef Rakove kantine, a njegov neprijatelj je bio zlikovac Jednooki Plankton. Klještić je također odabrao Spužva Bila da bude šerif. Bio je nešto manje pohlepan i škrt nego njegov potomak Eugen.

## Odnosi

### Spužva Bob Skockani
Klještić i Spužva Bob imaju zanimljiv odnos. Gotovo uvijek Spužva Bob brine o g. Klještiću i prijateljski se ophodi prema njemu. Klještić se, pak, uglavnom odnosi prema Spužva Bobu, iako ga redovito iskorištava, ali ponekad zbog svoje pohlepe dolazi u sukob s njim. Ipak, njih dvojica imaju odnos koji sliči odnosu oca i sina.
Njih dvojica se većinom dobro slažu. Recimo, kad je u epizodi "Dobrodošli u Kantu splačina" Spužva Bob bio prisiljen raditi za Planktona, oboje su bili tužni zbog toga. U epizodi "Račja ljubav" je Spužva Bob pomagao njemu impresionirati gospođu Pufnić, i tu se vidi da su oni dobri prijatelji. U filmovima su si također dobri. Na kraju prvog filma Klještić je, u znah zahvale za spašavanje Bikini doline i njegovog života, proglasio Spužva Boba šefom Rakove poslastice 2. Surađivali su i u epizodama kao što je "Zliburger", gdje su se ujedinili kako bi zeznuli zdravstvenog inspektora za kojeg su mislili da je prevarant. U epizodi "Dida gusar" ga je zamolio za pomoć da uvjeri svog djeda Crvenobradog da je on stvarno gusar, i Spužva Bob je pristao. U epizodi "Najbolji dan ikad" se pridružio Spužva Bobu u proslavi i čak potrošio malo svog novca da ga usreći. U epizodi "Zaškoljkan školjkom" mu je Klještić pomogao tako što mu je dao svoj oklop za Slavka, a on je njemu uzvratio uslugu i dao mu ručnik da se pokrije. U mnogo epizoda se vidi da ga Klještić doista voli i brine za njega, jer je on njegov "najbolji zaposlenik". Recimo, u epizodi "Rakovi tvrdice", kad je išao na put da se sastane sa svojim prijateljima škrtim rakovima i pokuša dobiti nagradu Najškrtiji rak, poveo je sa sobom Spužva Boba, umjesto da povede nekog kao što je Koraljka ili Kalamarko. Kad nije tu nagradu dobio, Spužva Bob mu je pomogao s "pretjerivanjem". Škrti rakovi su ostali zadivljeni kad su Klještić i Spužva Bob ukrali cijelu hotelsku sobu, te je Klještić momentalno dobio nagradu, za što je bio zahvalan Spužva Bobu. U epizodi "Gospodin Klještić ide na godišnji" ga je čak pozvao da ide na godišnji s njim i Koraljkom, iako je to isprva bilo zamišljeno kao obiteljski odmor. Također, vidi se da Klještić ima veliko povjerenje u Spužva Boba. U epizodi "Spužva iz špilje" je bio jedini koji je vjerovao da Spužva Bob nije uništio grad, što je bila istina jer ga je uništio Spužvimir, prapovijesna spužva.
Međutim, Klještić i Spužva Bob znaju doći u sukob, uglavnom zbog Klještićeve pohlepe. To se prvi put vidi u epizodi "Na zapovid kapetane" kad su se posvađali oko blaga (doduše, ovdje su obojica bili pohlepni). U epizodi "Ponovo rođeni Klještić" Eugen je Spužva Boba prodao Letećem Nizozemcu za 62 centa. U epizodi "Kalamarko štrajka" je umjesto plaća podijelio zaposlenicima račune i kasnije ih otpustio, no Spužva Bob je na kraju epizode uništio Rakovu poslasticu. Posvađali su se i u epizodi "Imaš ča sitnog?" kad je Kalamarko dobio otkaz samo zato što je Klještić sumnjao da mu je on ukrao deset lipa. U epizodi "Klještić borg" ga je Spužva Bob napao misleći da je robot. U epizodi "Rakburger ludorija" Klještić je ukrao tajni sastojak rakburgera i pokušao optužiti Spužva Boba. U epizodi "Miris lipa" se Spužva Bob jako naljutio na Klještića jer je ovaj koristio Slavka za krađu novca. Također, u epizodi "Spužva Bobe, otpušten si" Klještić je otpustio Spužva Boba da uštedi jednu kunu.

### Kalamarko Kraković
Za razliku od njegovog dobrog odnosa sa Spužva Bobom, Klještić i Kalamarko baš i nemaju tako dobar odnos. Ponekad se udruže zbog nekog cilja, ali uglavnom se svađaju. Razlog sukoba su pohlepa g. Klještića i Kalamarkova lijenost. Međutim, Kalamarko i Klještić imaju dugu zajedničku povijest: Kalamarko je bio jedan od prvih zaposlenika Rakove poslastice, u kojoj radi već skoro dva desetljeća. Za razliku od Spužva Boba, Kalamarko je svjestan da je Klještić pohlepan i škrt te da misli samo na sebe, ali poštuje njegov autoritet i moć. Klještić ima nisko mišljenje o Kalamarku, ali ga ponekad smatra vrijednim članom Poslastice.
Njihovi prijateljski odnosi nisu prečesti, ali su imali bolji odnos dok Spužva Bob nije došao u restoran, jer Spužva Bobove velike sposobnosti još više ističu Kalamarkove mane. U prvoj epizodi, "Tražimo kuhara", ni jedan ni drugi u početku nisu htjeli dati posao Spužva Bobu, ali mu je Klještić dao posao nakon što je Spužva Bob spasio njega i Kalamarka od plove gladnih inćuna. Također, ni jedan ni drugi nisu podržavali Spužva Bobovu ideju o lijepim rakburgerima u epizodi "Rakburger ludilo". Surađivali su i u filmovima, pogotovo u drugom filmu "Spužva izvan vode". Obojica imaju i slično mišljenje o Spužva Bobu.
Njihovi neprijateljski odnosi nisu česti. Ipak, u većini epizoda se samo usputno zadirkuju, dok su u nekim epizodama skoro pa neprijatelji. Prvi veći sukob je bio u epizodi "Kalamarko štrajka", kad je on štrajkao jer Klještić nije htio isplatiti plaću. U epizodi "Klještić borg" je Kalamarko mučio Klještića zajedno sa Spužva Bobom vjerujući da je zli robot. U epizodi "Imaš ča sitnog?" ga je Klještić otpustio jer je mislio da mu je on ukrao lipu. Također, naljutio se na njega kad je prodao Spužva Boba za 62 centa u epizodi "Ponovo rođeni Klještić". U epizodi "Prijateljski paprikaš" su zaista bili neprijatelji jer je Kalamarko otišao raditi za Planktona, zbog čega je popularnost Kante splačina naglo porasla. Također, u epizodi "Nestao sa scene" je Klještić htio ubiti Kalamarka kako bi mogao zaraditi na njegovim slikama. 

### Patrik Zvijezda
Pošto je veliki ljubitelj hrane, Patrik voli rakburgere zbog čega često jede u Rakovoj poslastici, što g. Klještiću donosi profit. Međutim, često se vidi da Klještića živcira Patrikova glupost i lijenost, te nedostatak novca. Ponekad ga i pokušava manipulirati njime.
Važno je napomenuti da Klještić često koristi Patrika kao "dodatnog radnika", počevši od ranijih epizoda kao što je "Veliki ružičasti gubitnik". U epizodi "Što se dogodilo Spužva Bobu?" su se obojica kajali zbog svojeg ponašanja prema njemu, te su zajedno s Lunom pokušavali doći do Spužva Boba. U epizodi "Truth or Square", zaposlio ga je kao čuvara na proslavi, što dokazuje da ima povjerenja u njega. U epizodi "Povratak Flekice" Patrik je čak postao Klještićev ljubimac.
Prvi put da se Klještić i Patrik svađaju je bilo u epizodi "Na zapovid kapetane", kad su se posvađali oko dijeljenja blaga. U epizodi "Udice" Patrik nije prihvatio Klještićev pametni savjet i nazvao ga je 'velikim glupanom'. U epizodi "Puno šala" je zajedno sa Spužva Bobom plašio g. Klještića i skoro mu zapalio novac. U epizodi "Patrik ne plaća" je Klještić natjerao Patrika da teškim fizičkim radom otplati dug koji je napravio, jer je pojeo besplatno stotine rakburgera. Na kraju je Patrik i uništio Rakovu poslasticu. U epizodi "Nema kape za Patrika" je Klještić tjerao Patrika da se kontinuirano ozlijeđuje kako bi on mogao zarađivati.

### Šime Josip Plankton
U skoro svim epizodama g. Klještić i Plankton su veliki neprijatelji te suparnici. Međutim, ponekad se čak i udruže kako bi postigli neki cilj ili porazili većeg neprijatelja. Njihov odnos traje već desetljećima, još od 1942.: oni su rođeni na isti dan, 30. studenog. U djetinjstvu su oni bili veliki prijatelji, a u školi je banda predvođena opakim Billyjem uglavnom gnjavila njih; Klještića zbog siromaštva, a Planktona zbog pameti. Oni su čak i zajedno otvorili restoran, ali su se posvađali nakon što se Stari Jure otrovao od njihovih sendviča, posvađali su se, te je Plankton otišao s dijelom recepta. Neki začini su tad pali i učinili rakburgere ukusnima, te je Klještić postao popularan a Plankton mu zavidi, i zbog toga želi ukrasti njegovu formulu.
Oni su ponekad jako zli i okrutni prema onom drugom. Najbolji primjer za Klještićevu mržnju je epizoda "Plankton na pladnju" gdje je plašio Planktona do te mjere da se on odlučio ubiti. U prvom filmu Plankton je lažno optužio Klještića kako bi ga ubili, a on bi dobio formulu. To su samo dva najveća primjera, a ima ih još: u epizodi "Plankton na pladnju" ih je svezao i mučio dva puta...
Ipak, oni se ponekad i slažu. U epizodi "Novi list" se činilo da se Plankton promijenio, a činilo se i da mu Klještić vjeruje. Ipak, nijedno nije bilo točno: Klještić je većim planom nadjačao Planktonov manji. U epizodi "Najbolji neprijatelji" su se udružili da ukradu formulu za trava-šejkove. U nekim epizodama se obojica pojavljuju na zabavama Spužva Boba. U epizodi "Drugi rakburger" su se udružili da ukradu formulu restorana, ali i u tome da se osvete Spužva Bobu koji ih je prevario. U epizodi "Dobrodošli u Kantu splačina" je otkriveno da Klještić svakog četvrtka ide kartati s Planktonom. U epizodi "Fuj, uljez" je Plankton pomagao Klještiću da se riješi morskog ježa.

### Gospođa Pufnić
G. Klještić i gospođa Pufnić imaju vrlo zanimljiv odnos. U više epizoda se vidi da su oni u ljubavnoj vezi. Klještić je jednom opisao gospođu Pufnić kao svoju "drugu ljubav, uz novac", a gospođa Pufnić misli da je Klještić vrlo sladak. Klještić ima i neke nadimke za nju kao "Pufnica".
Prva epizoda koja prikazuje njihovu vezu je bila "Račja ljubav", gdje se g. Klještić zaljubio u nju, odveo je u restoran "Otmjeno" i za prvi spoj potrošio 100.000 dolara. Ovdje se vidi njegova velikodušnost, jer nije mogao prestati trošiti novac na nju. U epizodama "Dobrodošli na tulum kod Spužva Boba" i "Spužva Bob susreće stranca" zajedno su plesali na Spužva Bobovim zabavama. U epizodi "Ljetni posao" gđa Pufnić je radila u Rakovoj poslastici i nije razumjela neko Klještićevo pitanje pa ga je pitala: "Mislite li da bismo trebali ići na spoj?" U epizodi "Privatne lekcije" je bila sretna zbog Klještićeve prisutnosti u razredu. U epizodi "Leteći mozgovi" se otkriva da su oni u vezi već 16 godina i taman su se htjeli poljubiti kad su uletjeli Spužva Bobovi i Patrikovi leteći mozgovi. U epizodi "Divlji prijatelji" zajedno su bili na Luninoj rođendanskoj proslavi. Kad su postali divlje životinje gđa Pufnić je pokušala pojesti Klještića, ali na kraju su se vratili na staro i opet voljeli. U epizodi "Teacher's Pests", koja se odvija prije "Račje ljubavi", bili su u sukobu.

### Luna Frnjau
Klještić i Luna se ne susreću često, ali većinom su u dobrim odnosima. U epizodi "Netko je s Lunom u kuhinji" joj je zahvalio jer je spriječila Planktona da pobjegne s formulom. U epizodi "Zaleđene face" su surađivali kako bi se vratili kući kroz snijeg. U epizodi "Rakburger koji je pojeo Bikini dolinu" je Klještić bio u obilasku Lunine kuće, ali joj je ukrao serum za rast kako bi povećao količinu mesa za rakburgere i zaradio još više novaca. U epizodi "Novi zombiji rakburgeri" su surađivali u tajnom podzemnom laboratoriju da otkriju novu formulu za rakburgere narančaste boje. Surađivali su i u filmovima.
Međutim, ponekad su i u sukobu. U epizodi "Pritisak" je Klještić ismijavao Lunu zajedno s ostalima tvrdeći da su morska stvorenja bolja. U epizodi "Popis za kupnju" se Luna ljutila na Klještića jer je doveo nju i Spužva Boba u opasnost.

### Koraljka
Klještić i njegova kći Koraljka imaju zanimljiv odnos. Klještić uglavnom voli Koraljku, iako mu se ne sviđa što ga ona često pita za novac. Doduše, ponosan je na nju jer je od njega naslijedila ljubav prema novcu. Koraljka, pak, ne voli Klještićevu pohlepu i škrtost te autoritet, pa se ponekad zna naljutiti na njega. Međutim, vidi se da jedno brine o drugom. U epizodi "Pod Koraljkinom vladavinom" Koraljka je pristala raditi u Rakovoj poslastici da usreći svog oca, a u epizodi "Nagli rast" je Klještić na sve načine htio nabaviti hranu za Koraljku, ako treba i krađom.

### Karla
Klještić i Karla se relativno rijetko susreću. S obzirom na to da je Karla Planktonova žena, Klještić i Karla su uglavnom neprijatelji. Ipak, u epizodi "Karla 2.0" ju je zaposlio u Rakovoj poslastici nakon što su se ona i Plankton nakratko rastali.

## Citati
- Znaš, dečko, čini se da ne znaš stajat' na nogama - epizoda "Tražimo kuhara". Prva Klještićeva rečenica ikad.

- Novac je uvijek u pravu! - epizoda "Video za obuku u Rakovoj poslastici".

- Pa, da i jesan robot, ča nisan, ja sam barem dobro sastavljen, a ne zahrđala gomila smeća na parni pogon - epizoda "Lažni gospodin Klještić".

- Klještić: Znaš, nisan ti ovo 'tija reć isprid Patrika, ali zbog te kape izgledaš ka curica.
- Spužva Bob: Jesam li ja lijepa curica?
- Klještić: Pa... lijepa si.

(epizoda "Smeće ili blago")
- Vrime je novac - epizoda "Pituri".

- Klještić: Patrik, otpušten si.
- Patrik: Ali ja ne radim ovdje.
- Klještić: Bi li volija imat posa', počevši od sada?
- Patrik: Čovječe, volio bi.
- Klještić: Otpušten si.

(epizoda "Na zapovid kapetane")
- Zdravo, ja san gospodin Klještić i ja volin pare - epizoda "Sudar kultura".

- Peri ruke, čisti podove, mijenjaj gaće! Zdravstveni inspektor je ovdi! - epizoda "Zliburger".

- Nikad neću virovat u čaroliju! - epizoda "Bunar želja".

- Nema svita, 'nači nema ni para. Sad idi i spasi svit, il' si otpušten - epizoda "Čovjek sirena i Dječak školjka V" (rečenica je upućena Kalamarku).

- Ništa gospodine Klještiću! - epizoda "Lignjitis".

- Trči do nje, dečko, čeka te - epizoda "Rakburger ludilo".

- Donirat fondu za dicu? Zašto? Šta su dica ikad napravila za mene? - epizoda "Imaš ča sitnog?"

- Klještić: Kad se petljaš s mojin poslon, onde se petljaš i s mojim parama!
- Plankton: Pare nisu sve, znaš.
- Klještić: Naravno da jesu! Zbog njih se svit okreće i moje srce kreće.
- Plankton (sarkastično): Pa, ako toliko voliš pare, zašto se ne oženiš za nji'?
- Klještić: Bi ja da se može.

(epizoda "Oženjen za pare")
- Rakburgeri se moraju raditi ručno, ne na pokretnoj traci - epizoda "Rasprodaja".

- Ovo je nisko, Kalamarko, čak i za tebe - epizoda "Mala žuta knjiga".

- Šta te ne ubije, obično uspije u drugon pokušaju - epizoda "Zabranjeni u Bikini dolini".

- Prljave pare se troše ka i čiste - epizoda "Miris lipa".

- Šta će ti duša kad s' prljavo bogat? - epizoda "Budalaste sablasti".

- Nešto rakasto se tu odvija - epizoda "Masna nadmetanja".

- Duhovi su ti ka rodbina. Jednom kad ih pustiš unutra, nikad neće otić - epizoda "Seansa šmeansa".

- Pare, pare, pare, pare... (eng. Money, money, money...) - u puno epizoda.

## Zanimljivosti
- Klještić je jedini glavni lik koji je i roditelj.

- U starijim Spužva Bob igricama na Nickelodeonovoj stranici, vidi se da Klještić nosi šal iz epizode "Kalamirko se vraća".

- Klještić se boji robota i nadmoći tehnologije.[25] Prema pripovjedaču iz epizode "Video za obuku u Rakovoj poslastici" to je dobra stvar, jer održava "balans tehnologije".

- U epizodi "Lovac na meduze" Klještić je stalno tražio nove meduze i govorio "još" (eng. more). U jednom trenutku je imao jako smiješno lice, i taj kadar je postao jako popularan na Internetu pod nazivom "Moar Krabs".

- Klještić često krši zakone.

- Klještić može perfektno imitirati Koraljkin glas.[24]

- Poput pravih rakova, Klještić može udisati zrak.[51] Ipak, u jednoj epizodi je viđeno da nosi kacigu sa zrakom u Luninoj kući.[52]

- U epizodi "Mala žuta knjiga" se otkriva da Klještić ima sijedu kosu i da nosi ukosnicu.

- U epizodi "Klještić borg" se vidi da sol smeta njegovim očima iako živi pod morem.

- U epizodi "Okati umjetnik" se vidi da Klještić ima uši. S druge strane, u epizodi "Lovac na meduze" je imao slušalice na očima, što je poznato kao jedna od nelogičnosti iz ove serije.

- Riječ "prekovremeno" jako straši Klještića, a knjiga o radničkim pravima mu izaziva prehladu i kihanje.

- Jedna od nelogičnosti u vezi Eugena Klještića je dob. On je rođen 30. studenog 1942., što bi značilo da danas ima 75 godina. Međutim, neki dokazi ukazuju da je on znatno stariji (ili se serija odvija u budućnosti). U epizodi "Spužva Bob protiv Velikog" se otkriva da je njegova prateta Sara izlazila s Letećem Nizozemcem u srednjoj školi (a on je star preko 1.000 godina). U epizodi "Imaš ča sitnog?" se vidi da je njegova prva zarađena lipa bila velika i od kamena, kao da je iz kamenog doba ili prapovijesti. Također, u epizodi "Truth or Square" je Rakova poslastica slavila 117. godišnjicu rada, a znamo da je Klještić otvorio Poslasticu u odrasloj dobi. Dakle, najvjerojatnije je da se serija odvija u budućnosti, možda čak i oko 2100. godine.